# Saby Zaraya
Saby Zaraya, né en 1913 et mort le 28 décembre 2006 à Marseille, est un dirigeant sportif.
Il préside le club de l'Olympique de Marseille de 1956 à 1963. Sous sa présidence, le club connaît les deux premières relégations de son histoire et remporte la Coupe Charles Drago 1957.